# Heinrich Meichelt

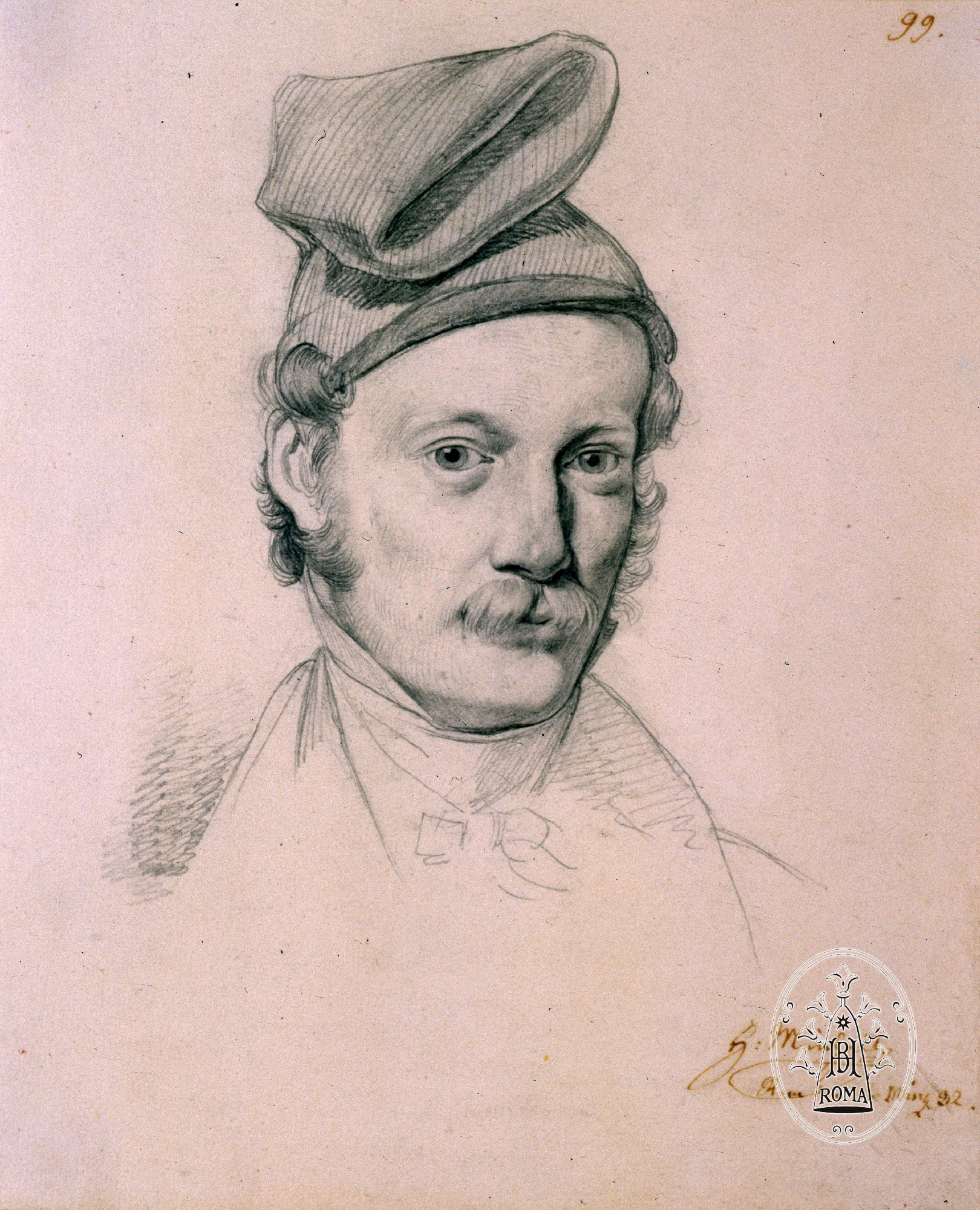
Selbstporträt – 1832

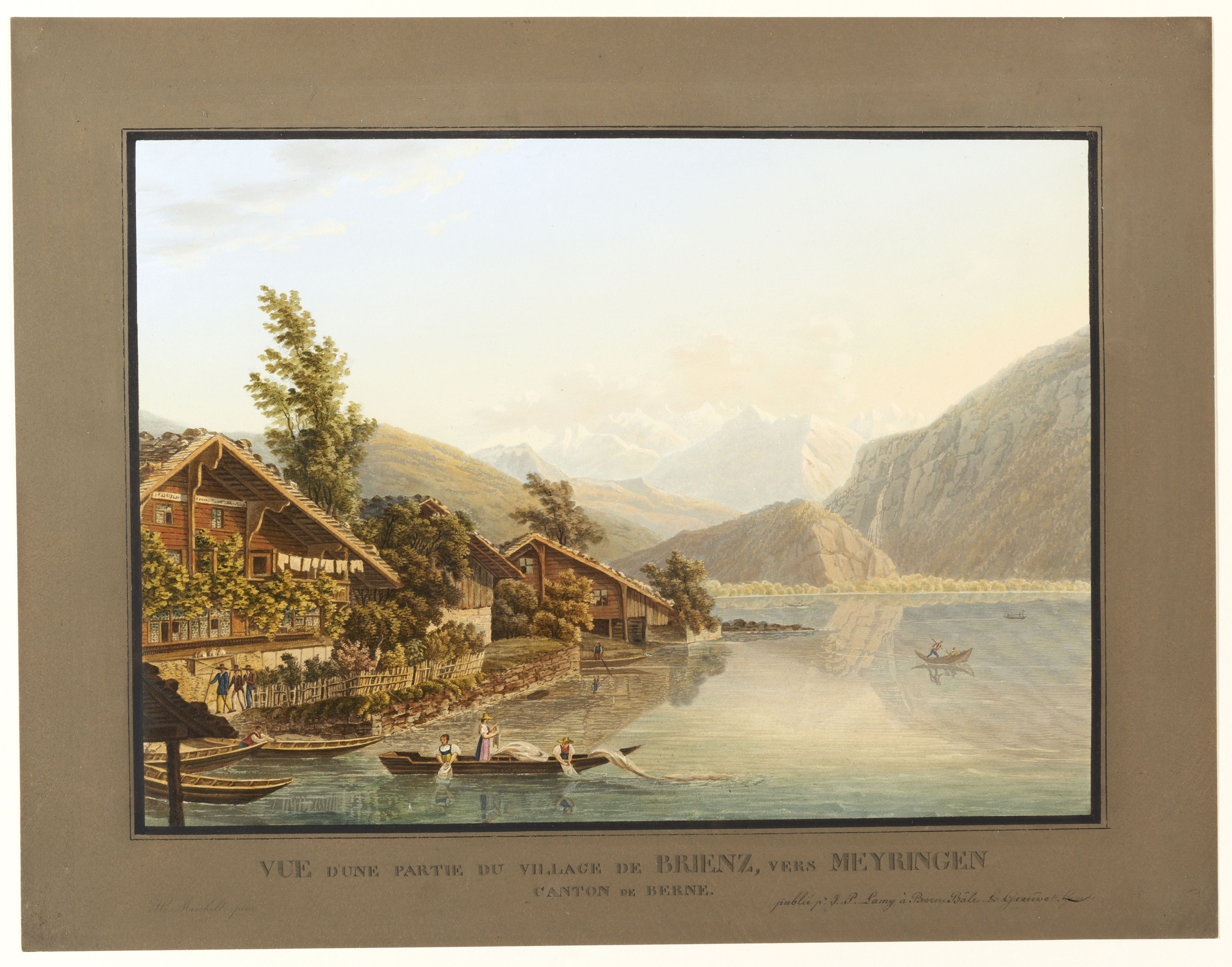
Heinrich Meichelt: Brienz von Nordwesten - Aquarell

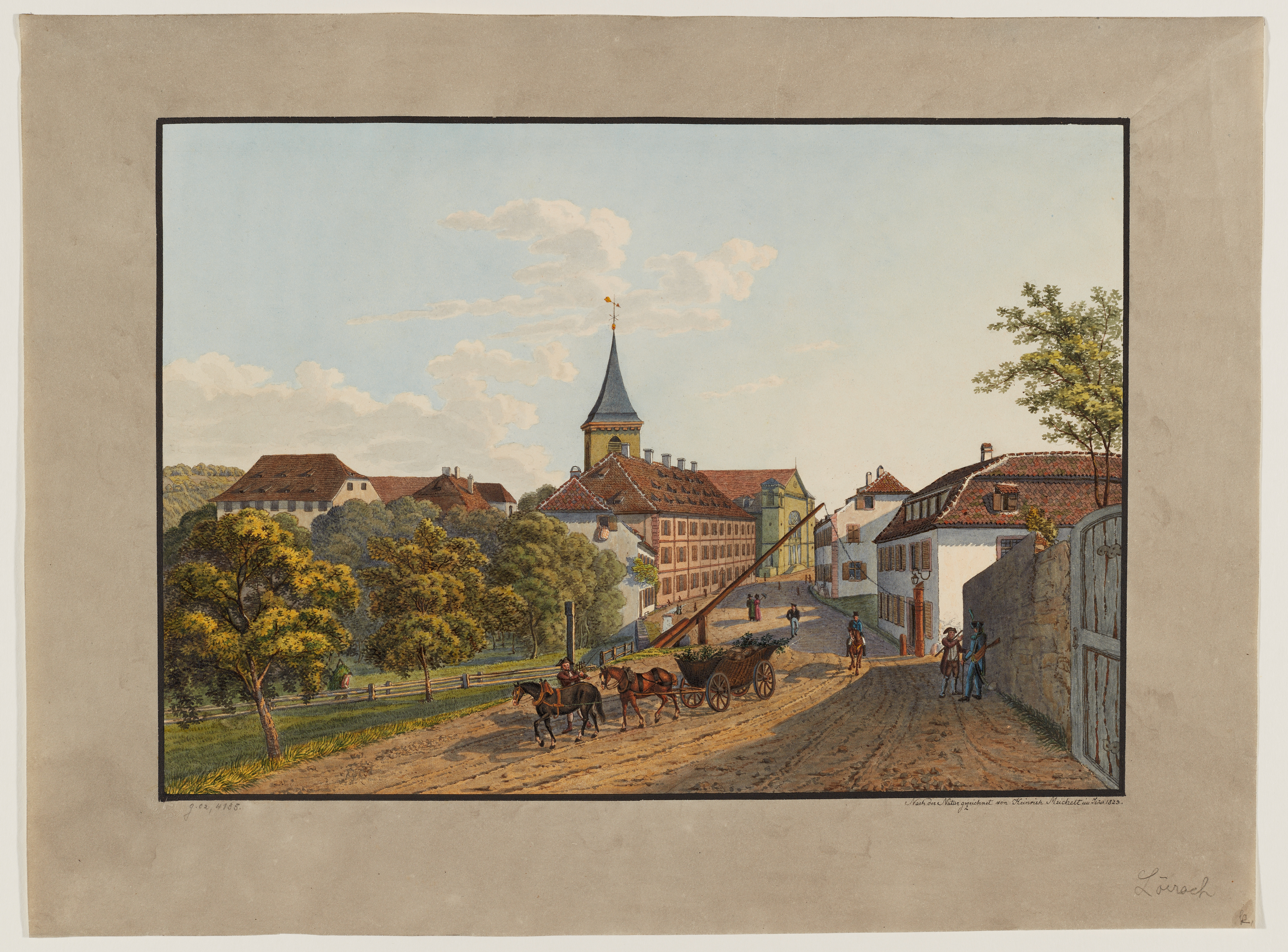
Kirche und Hauptstraße in Lörrach, Aquarell 1823

Heinrich Meichelt (* 1805 in Lörrach; † 1880 in Karlsruhe) war ein deutscher Landschaftsmaler und Kunstpädagoge, Sohn von Christian Meichelt (1776-nach 1830).

## Leben
Heinrich Meichelt erhielt den ersten Malunterricht bei seinem Vater Christian Meichelt. Danach studierte er ab dem 5. Oktober 1827 Historienmalerei an der Königlichen Akademie der Künste in München.
Den Zeitraum von 1829 bis 1832 verbrachte er in Italien. Er signierte seine Werke mit dem „HM“–Monogramm. Er wurde im Hof- und Staats-Handbuch des Grossherzogthums Baden 1843 als Landschaftsmaler an der Polytechnischen Schule in Karlsruhe, 1847 als Professor für freies Handzeichnen erwähnt. Er bekleidete den Posten von 1833 bis 1874. Einer seiner Schüler in Karlsruhe war der spätere Landschaftsmaler Julius Preller.
Eine enge Freundschaft verband Heinrich Meichelt seit seiner Kindheit mit dem ebenfalls 1805 in Lörrach geborenen Architekten und Zeichner Friedrich Eisenlohr, dem Patensohn von Christian Meichelt.